# 艾美·杜辛
艾美·杜辛（土耳其語：Ahmet Dursun，1978年01月15日—），出生于蓋爾森基興，土耳其职业足球运动员，司職前鋒。
像許多比錫達斯球員一樣，他在德國開始他的職業生涯時，效力韋頓舒利特。 1996年，他轉會到高士里斯堡，他選擇了土耳其u21。在1999-00賽季，他簽署的伊斯坦布爾球會比錫達斯，第一個賽季就射入21球。經過這樣成功的一季，無形中形成壓力，他轉到中國，加盟天津泰達。
2004-05賽季，他返回土耳其，與另一伊斯坦布爾球會簽約伊斯坦堡士邦。下半季開始之前，比錫達斯重新簽下他。

## 連結
- Profile at National Football Teams （页面存档备份，存于）
- Profile at TFF.org （页面存档备份，存于）
- Profile Transfermarkt